# Kreuthöfe
Kreuthöfe ist ein Weiler der Stadt Dietenheim im Alb-Donau-Kreis in Baden-Württemberg. Im Zuge der Gemeindegebietsreform in Baden-Württemberg wurde am 1. Januar 1972 die Gemeinde Regglisweiler mit Kreuthöfe zu Dietenheim eingemeindet.
Kreuthöfe liegt circa einen Kilometer nordwestlich von Regglisweiler.

## Geschichte
Kreuthöfe wird 1461 erstmals überliefert. Der Ort gehörte zur Herrschaft Brandenburg. 
Im Jahr 1768 fand hier Matthias Klostermayr, ein Wilderer und Anführer einer Räuberbande aus Bayern, mit seinen Gefolgsleuten Unterschlupf. Die zur Festnahme gesuchte Wildschützbande wurde durch Verrat eines Bauern entdeckt. Beim anschließenden Feuergefecht zwischen der Bande und den Jägern aus der Grafschaft Kirchberg kamen zwei Jäger und ein Mitglied der Bande ums Leben. Klostermayr konnte sich der Verhaftung entziehen und ergriff mit seinen Leuten beim Schusswechsel die Flucht.
Der Wohnplatz erstreckt sich auch auf die Gemarkung Wangen der Gemeinde Illerrieden.

## Persönlichkeiten
- Pirmin Holzschuh (* 1968), ehemaliger Ordenspriester